# دزآپ

دُزآپ((به فارسی: دزدآب)، (به انگلیسی: Dozzap)) نام بلوچی و پیشین شهر زاهدان واقع در شمال سرحد بلوچستان مرکز استان سیستان و بلوچستان در کشور ایران است.

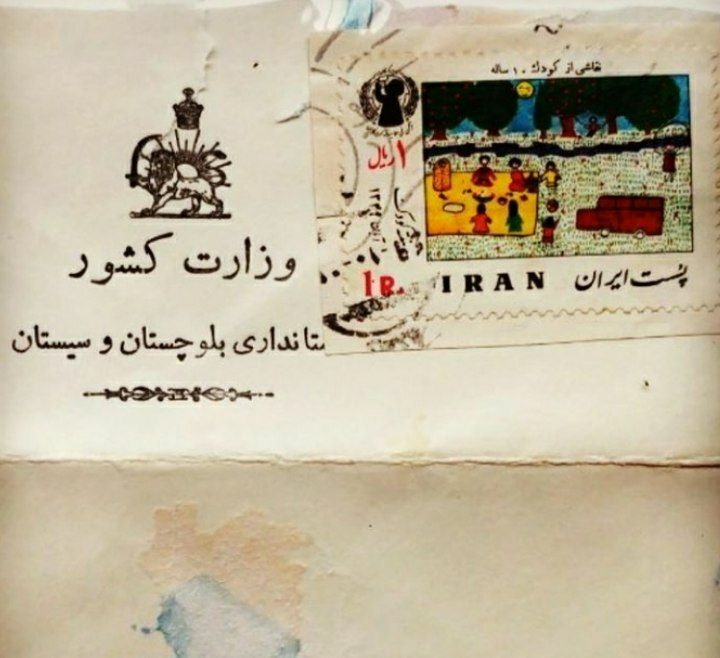
در سال ۱۳۳۶ شمسی فرمانداری کل بلوچستان به مرکزیت زاهدان تبدیل به استان بلوچستان و سیستان به مرکزیت زاهدان می‌شود.در اوایل جمهوری اسلامی نام استان از بلوچستان و سیستان به سیستان و بلوچستان تغییر می‌کند.

## ریشه نامگذاری

#### ریشه لغوی
دزآپ کلمه‌ای به زبان بلوچی است؛ و از ترکیب دز+آپ تشکیل شده است. دز و آپ بلوچی، معادل دزد و آب در فارسی است.در منابع فارسی از ترجمه شده دزآپ به فارسی یعنی «دزدآب» استفاده می‌شود و به همین دلیل دزدآب هم گفته می‌شود.

#### علت نام گذاری
دلیل نام گذاری این شهر اینگونه بوده که در گذشته محل امروزی زاهدان جنگل گزی بوده و اندکی آب در آن جریان داشته که آب جاری، گاهی جریان و گاهی در شن فرومی‌رفته و از نقطه دیگری بیرون می‌آمده است. به عبارتی دیگر درجاهایی که باد تپه‌های شنی ایجاد می‌کرده است، آب از زیر توده شن عبور می‌کرده و در نقاط پست در سطح زمین جاری می‌شده است. به جهت همین گاهی پیدا و گاهی پنهان شدن آب توسط بلوچ‌ها «دزآپ» نامیده شد.

#### تغییر نام شهر
توسط رضاشاه به فرماندهی امان‌الله جهانبانی، به پیشنهاد جهانبانی این شهر زاهدان نام گرفت. هنری فیلد دُزآپ قدیم را جزء بخش سرحد، و سرحد را یکی از ۴ قسمت اصلی بلوچستان ایران دانسته است. سرپرسی سایکس نیز بر این مدعا صحه گذاشته. است. امان‌الله جهانبانی در سال ۱۳۰۸ ش، فقط شهر سرحد را دزآپ ذکر می‌کند که حدود ۵۰۰۰ نفر جمعیت داشت. وی طوایف بلوچ ساکنان منطقه ذکر می‌کند

## تاریخچه
پس از قتل ناصرالدین شاه قدرت قاجار در بلوچستان رو به ضعف نهاد و اوضاع آشفته سیاسی ایران سبب کاهش نفوذ حکومت مرکزی و افزایش قدرت رهبران طوایف بلوچ شد. پس از ضعف قاجار و قدرت گرفتن رضا شاه یک جانشینی در دزآپ با مهاجرت گروهی از ایلات زابلی آغاز و پایه‌ها و ساختارهای این شهر بنیانگذاری شد. از این رو با آن که برخی از نهادها چون گمرک، کارگزاری خارجه، و ساختار نظامی در شهر وجود داشت، اما قدرت اصلی در دست قبایل و ایلات منطقه، به ویژه بلوچ‌ها بود. همین امر، رویاروی ایلات بلوچ به رهبری دوست محمدخان با نیروی نظامی دولتی را بین سال‌های ۱۳۰۴–۱۳۰۶ شد در این رویارویی جهانبانی، فرمانده لشکر شرق، دوست محمدخان را دستگیر کرد و به تهران فرستاد. دزآپ، با حذف قدرت سران و خوانین بلوچ و ورود نیروی دولتی، وارد مرحله جدیدی از حیات اقتصادی و سیاسی شد. بخشیار سپاه اعزامی در دزآپ ساکن شد و نیروهای محلی و قبایل، که تا این زمان کارکرد نظامی داشتند، از این رقابت حذف شدند و به مناطق دیگر مهاجرت داده شدند یا یک جانشین شدند، بعد از ایجاد راه‌آهن گروهی از هند به هدف کار در بخش راه‌آهن وارد دزآپ شدند، اما با اتمام خط راه‌آهن و هم چنین پایان جنگ اول از اهمیت سیاسی این خط کاسته شد. موقعیت زاهدان به جهت (نزدیکی به هند، هم چنین به آب‌های آزاد ، و درنتیجه تسهیل امور تجاری) افزایش اهمیت اقتصادی راه‌آهن  و شهر را در پی داشت. این امر سبب مهاجرت گروهی دیگر از سیکها نیز به زاهدان بود. سیک‌ها اتباع هندی انگلیس قلمداد می‌شدند و این امر مزایایی داشت که البته موجب ایجاد رونق کسب وکار و تجارت میان هندیها و اتباع ایرانی می‌گردید. این امر وضعیت جدیدی را بر ساکنان ایرانی، به ویژه ساکنان محلی شهر، مترتب می‌کرد، چراکه در زاهدان به منزله شهری تازه تأسیس رو به گسترش نهاد،و زیرساختهای شهری آن به‌وجود آمد.، افزون بر مهاجران جدید، ساکنان هندی نیز در بخش‌هایی از شهر ساکن بودند. 
از جمله ساکنان قدیمی و بومی زاهدان طایفه‌های گرگیچ، براهویی و نارویی را می‌توان نام برد.همچنین با ورود مهاجران جدید و هم چنین اقدامات دولت مرکزی از احداث  خیابان‌ها و بازار و نیز بیمارستان و به مرور ایجاد فضاهای آموزشی و دانشگاهی رشد شهری را در پی داشت که از دزدآپ قدیم مبدل به زاهدان فعلی گردید که اهالی آن در فضایی آرام و در سایه ی مودت و فرهنگ زندگی کنند.
اولین نمایندگان دزآپ در مجلس موسسان در سال ۱۳۰۳ ملک محمد خان گرگیج بلوچ و ملک شاه جهان خان کرد بلوچ بودند.
در انتخابات دوره هفدهم مجلس شورای ملی که در سال ۱۳۳۰ انجام شد اعضای حزب ایران از مراد ریگی حمایت کردند. در آن دوره بلوچستان و زاهدان فقط یک نماینده سهمیه داشت.
طوایف بلوچ عهده دار برقراری امنیت بودند بگونه ای که از ملک سیاه کوه تا لارو لوتک را جما خان براهویی و از ملک سیاه کوه تا مرز میرجاوه در دست طایفه ریگی قرار داشت.

## جمعیت‌شناسی
اعتماد السلطنه می‌گوید از دیرباز بیش تر جمعیت این منطقه از ایلات بلوچ تشکیل می‌شد. قوم بلوچ بیشترین درصد جمعیتی ساکن در زاهدان را تا پیش از دوره پهلوی اول داشت، اما به تدریج به علت مهاجرت از شمار آن‌ها کاسته شد؛ و درنتیجه آن شماری از ساکنان بومی این منطقه به دلایل اجتماعی و اقتصادی، مانند تنگناهای ناشی از سلسله مراتب اجتماعی و سنن حاکم بر ساکنان بومی، مهاجرت کنند.
اولین ساکنان دزآپ گروهی از بلوچ‌ها در اوایل دوره قاجار بودند که به تدریج سازمان ایلی خود را در این منطقه استوار کردند. تا چند دهه اخیر نظام اجتماعی غالب در بسیاری از نقاط ایران نظام قبیله ای و عشیره ای بود به طوری که، حکومت‌ها بعد از مشروطیت نیز بخشی از بدنه سیاسی خود را از سران ایلات و عشایر قرار می‌دادند. در دوره جدید (از دوره پهلوی به بعد)، هرچند به ظاهر با برچیده شدن حکومت‌های ملوک الطوایفی یا خان سالاری، به منظور ایجاد نظام حکومتی دولت ملت، همه پهنه حکومت در دست دولت مرکزی قرار گرفت، اما ویژگی‌های فرهنگی و اجتماعی نظام‌های اجتماعی ایلیاتی و قبیله ای، که هنوز در این قبیل جوامع جاری است، سبب شد بسیاری از حرکات در این جوامع پیش‌بینی ناپذیر شود.